# Der Maulkorb (Zeitschrift)
Der Maulkorb (Untertitel: Blätter für Kunst und Literatur; ursprünglich: Blätter für Literatur, Kunst und Mögliches) war eine deutsche Literaturzeitschrift aus Dresden. Die Zeitschrift wurde 2007 gegründet und erschien bis April 2020 zweimal im Jahr. Den Inhalt bildeten unveröffentlichte Beiträge von vor allem jungen Autoren. Auf einem Umfang von um die 120 Seiten fanden sich Kurzgeschichten, Gedichte und ein Künstlerporträt.
Als Herausgeber fungierte zunächst der „Literaturverein Maulkorb“, die Nummern 7, 8, 9, 10 wurden vom Verein „Art der Kultur e.V.“ herausgegeben.
Die Nummern 15 bis 20 und die Nummer 22 sind erschienen im Verein „Hole of Fame“ unter dem Herausgeber Silvio Coditz, der seit Juli 2022 die Literaturzeitschrift Die Geste herausbringt, welche in besonderer Art aktuelle Dichtung mit moderner Schriftkunst verbindet.
Die Nummer 21 erschien im Verein „riesa efau“. Seit der Nummer 23 wurde Der Maulkorb – Blätter für Kunst und Literatur vom im Dezember 2017 gegründeten Verein „Anderlein17 e.V.“ herausgegeben, der seinen Sitz im Erich Kästner Haus für Literatur hat:
„Der Anderlein 17 e.V. ist das Zuhause der Literaturzeitschrift Der Maulkorb – Blätter für Literatur und Kunst. Der Maulkorb erscheint mit zwei Ausgaben im Jahr, plus verschiedene Sonderausgaben. Jeder Ausgabe wird mit Lesung, Ausstellung und Konzert präsentiert. … Wir möchten jeder Interessierten die Teilnahme an unseren Veranstaltungen ermöglichen und setzen uns für faire Honorare von Kunst- und Literaturschaffenden ein.“
Die Auflage betrug 250 bis 400 Stück. Bis zum 24. April 2020 erschienen insgesamt 28 Ausgaben und dazu noch die Sonderausgaben. Danach kam keine weitere Ausgabe zustande. Die Einstellung war eine Folge der Corona-Wirtschaftskrise, die besonders die Kultur- und Kreativwirtschaft traf. Insgesamt rechnete die Bundesregierung für 2020 mit Einbußen zwischen 9,5 Milliarden und fast 28 Milliarden Euro in diesem Bereich. Der Einbruch war somit deutlich stärker als bei der Wirtschaftskrise 2008/09. Zugleich war es der stärkste Rückgang seit Einführung der vierteljährlichen Berechnungen 1970. Insbesondere die Schließung der Buchhandlungen und kulturellen Veranstaltungsorte machte allen Verlagen schwer zu schaffen. Eine kleine Literaturzeitschrift wie Der Maulkorb ohne jegliche Rücklagen hatte keine reale Chance, diese Zeit zu überleben.

## Autoren (Auswahl)
| - Olav Amende - Kerstin Becker - Ernesto Castillo - Silvio Colditz - Micul Dejun - Monika Dieck - Benedikt Dyrlich - Cornelia Eichner - Jana Franke - Volker Friebel | - Hannah-Sophie Fuchs - Lütfiye Güzel - Andreas Hegewald - Steffen Heidrich - Michael Helming - André Herrmann - Michael Hillen - Gerald Jatzek - Sascha Kokot - Andreas Koziol | - Anne Laubner - René Markus - Michael Meinecke - Martin Piekar - Thomas Podhostnik - Bertram Reinecke - Said - Thomas Schafferer - Jan Schaldach - Janine Schneider | - Regina Schleheck - Katja Schraml - Volker Sielaff - Thomas Steiner - Volly Tanner - Sergej Tenjatnikow - Patrick Wilden |

Bilder und Fotografien wurden u. a. von Małgorzata Chodakowska, Thomas Florschuetz, Ursula Palla und Claudia Reh veröffentlicht.